# Tony
Tony eller Thony är ett mansnamn, en kortform av Anthony som är den engelska formen av namnet Anton och Antonio. Toni är en finsk form (av det längre Anttoni). I engelskan brukar stavningen Toni användas för kvinnor. Tonny och Tonni är också alternativa stavningar.
Namnet, som har använts i Sverige sedan 1836, var populärt under 1960-talet och 1970-talet och minskar nu snabbt i popularitet. 31 december 2008 fanns det totalt 14 958 män och 52 kvinnor i Sverige med namnet Tony eller Thony, varav 10 028 med det som tilltalsnamn. Det finns 1861 män med namnet Toni, varav 1385 som tilltalsnamn, och 182 kvinnor med namnet Toni, varav 78 som tilltalsnamn. År 2003 fick 99 pojkar namnet, varav 23 fick det som tilltalsnamn.
Namnsdag: 17 januari. I den finlandssvenska namnsdagslängden har Tony namnsdag 17 januari sedan 1995.

## Personer med namnet Tony/Toni
- Tony Tachijian, Bauhausare
- Tony Alva, amerikansk skateboardåkare
- Tony Bennett, amerikansk sångare
- Tony Blackplait, estnisk musiker
- Tony Blair, brittisk f.d. premiärminister
- Toni Braxton, amerikansk sångerska
- Tony Cetinski, kroatisk musiker
- Toni Collette, australisk skådespelerska
- Tony Curtis, amerikansk skådespelare
- Tony Danza, amerikansk skådespelare och musiker
- Toni Elias, spansk roadracingförare
- Tony Ferguson, amerikansk MMA-utövare
- Tony Hawk, amerikansk skateboardåkare
- Toni Holgersson, sångare och låtskrivare
- Tony Iommi, brittisk musiker
- Tony Kakko, finsk sångare
- Tony Krantz, filmproducent
- Toni Kuivasto, finländsk fotbollsspelare
- Toni Kukoc, kroatisk basketspelare
- Toni Morrison, amerikansk författare och nobelpristagare
- Tony Mårtensson, ishockeyspelare
- Toni Nieminen, finländsk backhoppare
- Tony Nilsson, låtskrivare
- Tony Olsson, brottsling
- Tony Parker, fransk basketspelare
- Toni Polster, österrikisk fotbollsspelare
- Tony Rickardsson, speedwayförare, bragdmedaljör
- Tony Robinson, brittisk skådespelare
- Toni Sailer, österrikisk alpin skidåkare
- Tony Scott, amerikansk regissör
- Toni Wirtanen, finländsk gitarrist och sångare